# Lake Rotokawau (Northland, Aupōuri Peninsula)
Der Lake Rotokawau ist ein See im Far North District in der Region Northland auf der Nordinsel von Neuseeland.

## Geographie
Der Lake Rotokawau befindet sich am südlichen Anfang der Aupōuri Peninsula, rund 6,8 km südwestlich des südlichen Ende des Rangaunu Harbour und rund 3,8 km östlich der Küste zur Tasmansee. Der rund 16 Hektar große See hat eine rund 5 Hektar frei Wasserfläche. Der Rest ist mit Pflanzen zugewachsen. Der See erstreckt sich über eine Länge von rund 580 m in Ost-West-Richtung und rund 440 m in Nord-Süd-Richtung.
Das Wassereinzugsgebiet des bis zu 3,4 m tiefen Lake Rotokawau, der auch keinen regulären Zu- oder Abfluss besitzt, ist mit rund 55,7 Hektar ausgesprochen klein.